# John O'Hara

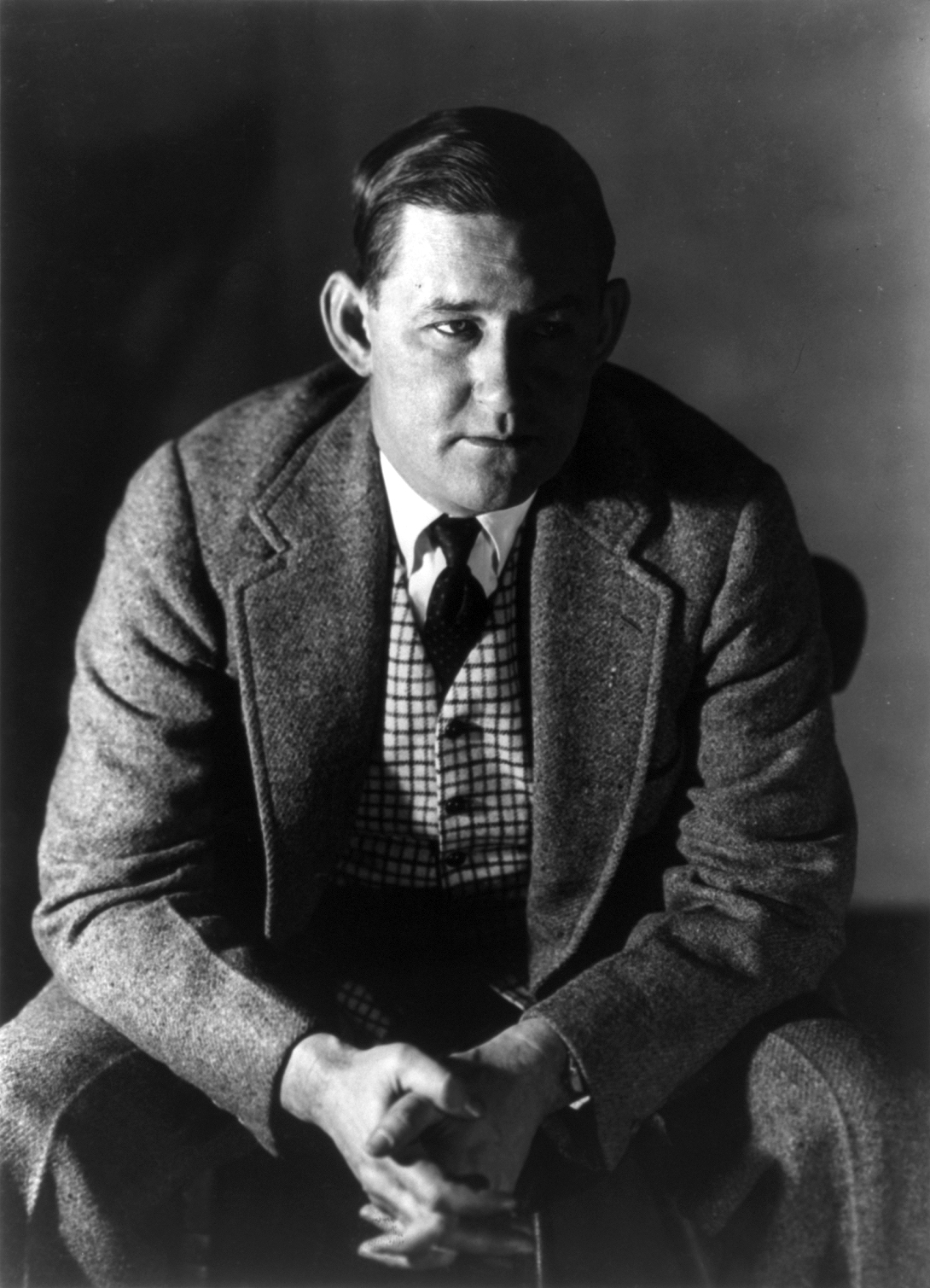
John O'Hara, 1945.

John Henry O'Hara, född 31 januari 1905 i Pottsville, Pennsylvania, död 11 april 1970 i Princeton, New Jersey, var en amerikansk författare. Han fick erkännande först för noveller och när han var 30 år gammal skrev han romanerna Appointment in Samarra ("Möte i Samarra") och Butterfield 8 som blev bästsäljare. Han är särskilt känd för finurligt exakta dialoger. O'Hara var en uppmärksam observatör av skillnader i social status och klass och skrev ofta om personer med höga ambitioner att nå högre status.
John O'Hara var en kontroversiell person, känd som lättretlig. Han förde listor över sociala trivialiteter, vilket ofta överskuggade hans begåvning som berättare. Författaren Fran Lebowitz kallade honom "the real F. Scott Fitzgerald" (den verklige FSF).